# Mélicocq
Mélicocq är en kommun i departementet Oise i regionen Hauts-de-France i norra Frankrike. Kommunen ligger i kantonen Ribécourt-Dreslincourt som tillhör arrondissementet Compiègne. År 2022 hade Mélicocq 791 invånare.

## Befolkningsutveckling
Antalet invånare i kommunen Mélicocq
| Referens: INSEE |